# Scott Weiland
Scott Richard Weiland, nato Scott Richard Kline (San Jose, 27 ottobre 1967 – Bloomington, 3 dicembre 2015) è stato un cantautore statunitense, vincitore di due Grammy Awards. È stato il cantante della rock band Stone Temple Pilots e negli anni duemila del supergruppo Velvet Revolver. Pochi anni prima della morte aveva fondato gli Scott Weiland and the Wildabouts.

## Biografia
All'età di cinque anni si trasferisce a Chagrin Falls, nell'Ohio. Una volta adolescente lascia il liceo per ritornare in California. Scott soffriva del disturbo bipolare, e nel corso degli anni è stato più volte arrestato per abuso di sostanze stupefacenti. È stato sposato due volte, prima con Jenina Castenada, e poi con la modella Mary Forsberg da cui ha avuto i due figli Lucy Olivia e Noah. Nel 2008 Weiland e la Forsberg hanno divorziato per divergenze inconciliabili.

### Stone Temple Pilots (1990-2003)
È a San Diego che nel 1986 incontra a un concerto il bassista Robert DeLeo e forma con lui la band Mighty Joe Young, alla quale si aggiungono il chitarrista Dean DeLeo, fratello di Robert, e Eric Kretz alla batteria. Incidono il loro primo demo nel 1990, ma sono costretti a cambiare il nome della band in Stone Temple Pilots in quanto Mighty Joe Young è il nome d'arte del bluesman Joseph Young Jr.. In quello stesso anno firmano un contratto con la Atlantic Records.
Nel 1992 esce il loro primo album, Core, e con il singolo Sex Type Thing diventano una delle band più influenti del genere grunge, insieme a Alice in Chains, Soundgarden, Pearl Jam e Nirvana. Nel 1994 esce Purple, album che sottolinea la personalità del gruppo grazie a uno stile più "classico" e una miscela di musica punk, acustica e bossa nova. È invece del 1996 Tiny Music... Songs from the Vatican Gift Shop, album che non ottiene i risultati delle prime due incisioni e che vede un tour con parecchie date cancellate.
Dopo una pausa di tre anni, durante i quali Weiland è impegnato con l'album solista 12 Bar Blues e il resto del gruppo con i Talk Show, gli Stone Temple Pilots incidono No. 4, dal quale vengono estratti i singoli Down e Sour Girl, di cui viene girato un video con Sarah Michelle Gellar. L'ultimo album, Shangri-La Dee Da, è del 2001 ed è durante il tour che le tensioni fra i vari membri portano allo scioglimento ufficiale della band. Nel 2003 esce la raccolta Thank You, che oltre alle hit più significative contiene il nuovo brano All in the Suit That You Wear.

### Velvet Revolver (2003-2008)
Nel 2003 Scott Weiland, Slash, Duff McKagan, Matt Sorum e Dave Kushner formano i Velvet Revolver. Il primo album, Contraband, esce nel 2004 e i singoli Slither e Fall to Pieces scalano le classifiche internazionali; nel 2005, grazie a Slither, vincono un Grammy Award come Best Hard Rock Performance with Vocal. L'ultimo album Libertad viene pubblicato nel 2007. Lo stesso anno, scompare suo fratello Michael. A inizio 2008, concluso il tour di Libertad, Scott esce dal gruppo.

### Reunion degli Stone Temple Pilots e progetto solista (2008-2014)
Dopo l'uscita di Weiland dai Velvet Revolver, gli Stone Temple Pilots annunciano il 7 aprile del 2008 a Los Angeles un tour di 65 date all'interno degli Stati Uniti e tornano a suonare insieme in pubblico per la prima volta dopo anni. Nello stesso anno viene fondata la band Scott Weiland & the Wildabouts. Nel 2010 esce il sesto album di inediti, l'omonimo Stone Temple Pilots. Nel 2013 Weiland viene allontanato dalla band, con Chester Bennington che prende il suo posto come cantante.

### Art of Anarchy (2014-2015)
Nel 2014 viene scelto come cantante per il supergruppo Art of Anarchy, fondato da Ron "Bumblefoot" Thal e i fratelli Jon e Vince Votta. Il 22 gennaio 2015, Weiland afferma che non parteciperà al tour del gruppo, per dedicarsi al nuovo album dei Wildabouts.

### Morte
La sera del 3 dicembre 2015 Weiland viene trovato senza vita nel suo tour bus in Minnesota, dove si era recato per un concerto. L'autopsia ha appurato che la causa della morte è stata un'overdose causata da un mix di alcol e droghe.

## Discografia

### Da solista
- 1998 – 12 Bar Blues
- 2008 – "Happy" in Galoshes
- 2011 – The Most Wonderful Time of the Year
- 2011 – A Compilation of Scott Weiland Cover Songs
- 2015 – Blaster (pubblicato come Scott Weiland & The Wildabouts)

### Con gli Stone Temple Pilots
- 1992 – Core
- 1994 – Purple
- 1996 – Tiny Music... Songs from the Vatican Gift Shop
- 1999 – No. 4
- 2001 – Shangri-La Dee Da
- 2003 – Thank You
- 2010 – Stone Temple Pilots

### Con i Velvet Revolver
- 2004 – Contraband
- 2007 – Libertad

### Con gli Art of Anarchy
- 2015 – Art of Anarchy

### Colonne sonore
- 1994 – Il corvo, con Big Empty
- 1998 – Paradiso perduto, con Lady, Your Roof Brings Me Down
- 2001 – Non è un'altra stupida commedia americana, con But Not Tonight, cover dei Depeche Mode[7]
- 2007 – Bug - La paranoia è contagiosa, con Learning to Drive